# Dzień Obrońcy Ojczyzny
Dzień Obrońcy Ojczyzny (ros. День защитника Отечества) – wywodzące się z czasów ZSRR święto obchodzone 23 lutego w krajach byłego Związku Radzieckiego.
Święto to zostało ustanowione w 1922 roku jako Dzień Armii Czerwonej i Marynarki Wojennej. Od 1946 do 1993 roku było nazywane Dniem Armii Radzieckiej i Marynarki Wojennej (ros. День Советской Армии и Военно-Морского флота).
W Rosji w 1995 roku ustanowiono nową nazwę na Dzień Obrońcy Ojczyzny, a od 2002 roku jest to dzień wolny od pracy.
Dzień Obrońcy Ojczyzny jest świętem i dniem wolnym od pracy również w Doniecku (od 2015 roku), Kirgistanie (dzień wolny od 2004 roku), Ługańsku (od 2015 roku) i Osetii Południowej. Jako święto (lecz już jako dzień roboczy) Dzień Obrońcy Ojczyzny jest obchodzony na Białorusi, w Naddniestrzu i Tadżykistanie. Natomiast nieoficjalne uroczystości Dnia Obrońcy Ojczyzny odbywają się w Abchazji, Armenii, Estonii, Górskim Karabachu, Kazachstanie, na Łotwie, w Mołdawii i innych krajach.
Dzień Obrońców Ojczyzny był świętem państwowym na Ukrainie w latach 1999–2014. Święto zostało zniesione 14 października 2014 przez prezydenta Ukrainy, Petra Poroszenkę i zastąpione przez Dzień Obrońcy Ukrainy ustanowiony wówczas, jako święto państwowe. Mimo oficjalnego zniesienia dotychczasowe święto było obchodzone nieoficjalnie przez jakiś czas.
Uroczystości związane z Dniem Obrońcy Ojczyzny odbywały się także w Polsce, między innymi na Cmentarzu Mauzoleum Żołnierzy Radzieckich w Warszawie. Dawniej uroczystości odbywały się w wielu miastach i przy Grobie Nieznanego Żołnierza w Warszawie.
We wszystkich wyżej wymienionych krajach święto wciąż jest postrzegane jako święto wojska. Z racji tego, że służba wojskowa utożsamiana jest z płcią męską, zwyczajowo jest to także Dzień Mężczyzn.